# Tajna služba Združenih držav Amerike
Tajna služba Združenih držav Amerike (angleško United States Secret Service) je ena najstarejših policijskih in varnostno-obveščevalnih služb v ZDA.

## Zgodovina in naloge Službe
Služba je bila ustanovljena leta 1865, njen prvotni namen pa je bil odkrivanje ponarejevalcev denarja ter iskanje storilcev kaznivih dejanj na področju financ. Najbolj pa je služba zaslovela s svojo poglavitno nalogo, ki jo je dobila leta 1903: zaščita predsednika ter ostalih najvišjih predstavnikov oblasti ZDA. Služba je bila do leta 2003 pod upravo Državne zakladnice, po tem letu pa je bila premeščena pod upravo novoustanovljene Službe za nacionalno varnost.
Junija leta 1913 je ameriški Kongres razširil naloge Tajne službe še na zaščito novo izvoljenega predsednika ZDA, ki še ni nastopil mandata, leta 1917 pa še na zaščito družin najpomembnejših predstavnikov oblasti.
Novo obdobje Tajne službe se začne 16. julija 1951, ko tedanji predsednik ZDA, Harry S. Truman podpiše zakon, ki ga je sprejel Kongres in, ki daje Tajni službi vsa pooblastila. Od leta 1984 ima Služba tudi pooblastila za preiskovanje finančnih goljufij tako na področju fizičnega, kot tudi računalniškega denarnega prometa. Ta pooblastila so leta 1994 razširili tudi na tuje države, če gre za ponarejanje in goljufije, povezane z ameriškim dolarjem.

## Uniformiranost
Agenti Tajne službe nimajo predpisane uniforme, razen delavcev Oddelka za Belo hišo, ki imajo uniforme podobne policijskim. Po navadi imajo agenti na sebi oblačila, ki jih delajo čim manj opazne v družbi, v kateri se vrtijo. Agenti, ki skrbijo za osebno varovanje pa so navadno oblečeni v obleke.

## Struktura Tajne službe
Tajna služba Združenih Držav je bila v letu 1951 sestavljena iz naslednjih organizacijskih enot:
- Izpostava za Belo hišo
- Odsek za obveščevalno zaščito
- Zvezni uradi (57 po vsej državi)
- Glavna uprava (adminstracija)

Danes pa Tajno službo sestavlja:
- Centralna uprava - na čelu je direktor, v njenem sklopu pa deluje tudi Oddelek za Belo hišo,
- sedem odsekov,
- 115 distriktivnih (terenskih) pisarn po vseh ZDA,
- šest mednarodnih pisarn (Bangkok, Rim, Bonn, London, Manila in Pariz).

## Direktorji Tajne službe
1. William P. Wood (1865–1869)
2. Herman C. Whitley (1869–1874)
3. Elmer Washburn (1874–1876)
4. James Brooks (1876–1888)
5. John S. Bell (1888–1890)
6. A.L. Drummond (1891–1894)
7. William P. Hazen (1894–1898)
8. John E. Wilkie (1898–1911)
9. William J. Flynn (1912–1917)
10. William H. Moran (1917–1936)
11. Frank J. Wilson (1937–1946)
12. James J. Maloney (1946–1948)
13. U.E. Baughman (1948–1961)
14. James J. Rowley (1961–1973)
15. H. Stuart Knight (1973–1981)
16. John R. Simpson (1981–1992)
17. John W. Magaw (1992–1993)
18. Eljay B. Bowron(1993–1997)
19. Lewis C. Merletti (1997–1999)
20. Brian L. Stafford (1999–2003)
21. W. Ralph Basham (od 2003)